# Arborisation terminale

Activity at an axon terminal: Le neurone A transmet un signal à la borne de l'axone au neurone B (récepteur). Caractéristiques : 1. Mitochondrion. 2. Vésicule synaptique avec neurotransmetteurs. 3. Autorécepteur. 4. Synapse avec neurotransmetteur libéré (sérotonine). 5. Récepteurs postsynaptiques activés par le neurotransmetteur (induction d'un potentiel postsynaptique). 6. Canal calcique. 7. Exocytose d'une vésicule. 8. Neurotransmetteur recapté.

L'arborisation terminale est l'extrémité ramifiée de l'axone d'un neurone. Les « boutons » synaptiques sont à l'extrémité de cette arborisation terminale, là où se trouvent les synapses. L'arborisation terminale de l'axone est riche en vésicules synaptiques contenant les neurotransmetteurs.

## Description
Les terminaisons axoniques (également appelées « boutons synaptiques  », « boutons terminaux » ou « pieds terminaux ») sont les terminaisons distales des télodendrites (branches) d'un axone. Un axone, également appelé fibre nerveuse est une projection longue et mince d'une cellule nerveuse, ou neurone, qui conduit les impulsions électriques appelées potentiels d'action à partir du corps cellulaire du neurone, ou soma, afin de transmettre ces impulsions à d'autres neurones, cellules musculaires ou glandes.
Les neurones sont interconnectés selon des arrangements complexes et utilisent des signaux électrochimiques et des neurotransmetteurs chimiques pour transmettre les impulsions d'un neurone à l'autre. Les terminaisons axonales sont séparées des neurones voisins par un petit espace appelé synapse, à travers lequel les impulsions sont envoyées. Le terminal axonal, et le neurone dont il provient, est parfois appelé « neurone présynaptique »,.

## Libération de l'impulsion nerveuse
Les neurotransmetteurs sont emballés dans des vésicules synaptiques qui se regroupent sous la membrane des terminaisons axonales du côté présynaptique d'une synapse. Les terminaisons axonales sont spécialisées pour libérer les neurotransmetteurs de la cellule présynaptique. Les terminaisons libèrent les substances transmettrices dans un espace appelé fente synaptique entre les terminaisons et les dendrites du neurone suivant. L'information est reçue par les récepteurs de la dendrite de la cellule postsynaptique qui lui est reliée. Les neurones ne se touchent pas, mais communiquent à travers la synapse.
Les paquets de molécules de neurotransmetteurs (vésicules) sont créés à l'intérieur du neurone, puis descendent le long de l'axone jusqu'au terminal distal de l'axone où ils se fixent. Les ions calcium déclenchent alors une cascade biochimique qui aboutit à la fusion des vésicules avec la membrane présynaptique et à la libération de leur contenu dans la fente synaptique dans les 180 µs qui suivent l'entrée du calcium. Déclenchées par la liaison des ions calcium, les protéines des vésicules synaptiques commencent à s'écarter, ce qui entraîne la création d'un porosome. La présence de ce dernier permet la libération du neurotransmetteur dans la fente synaptique. Le processus qui se produit à l'extrémité de l'axone est l'exocytose, qu'une cellule utilise pour exsuder des vésicules sécrétoires hors de la membrane cellulaire. Ces vésicules membranaires contiennent des protéines solubles à sécréter vers l'environnement extracellulaire, ainsi que des protéines membranaires et des lipides qui sont envoyés pour devenir des composants de la membrane cellulaire. L'exocytose dans les synapses chimiques neuronales est déclenchée par le Ca2+ et sert à la signalisation inter neuronale.